# Nathan Aviezer

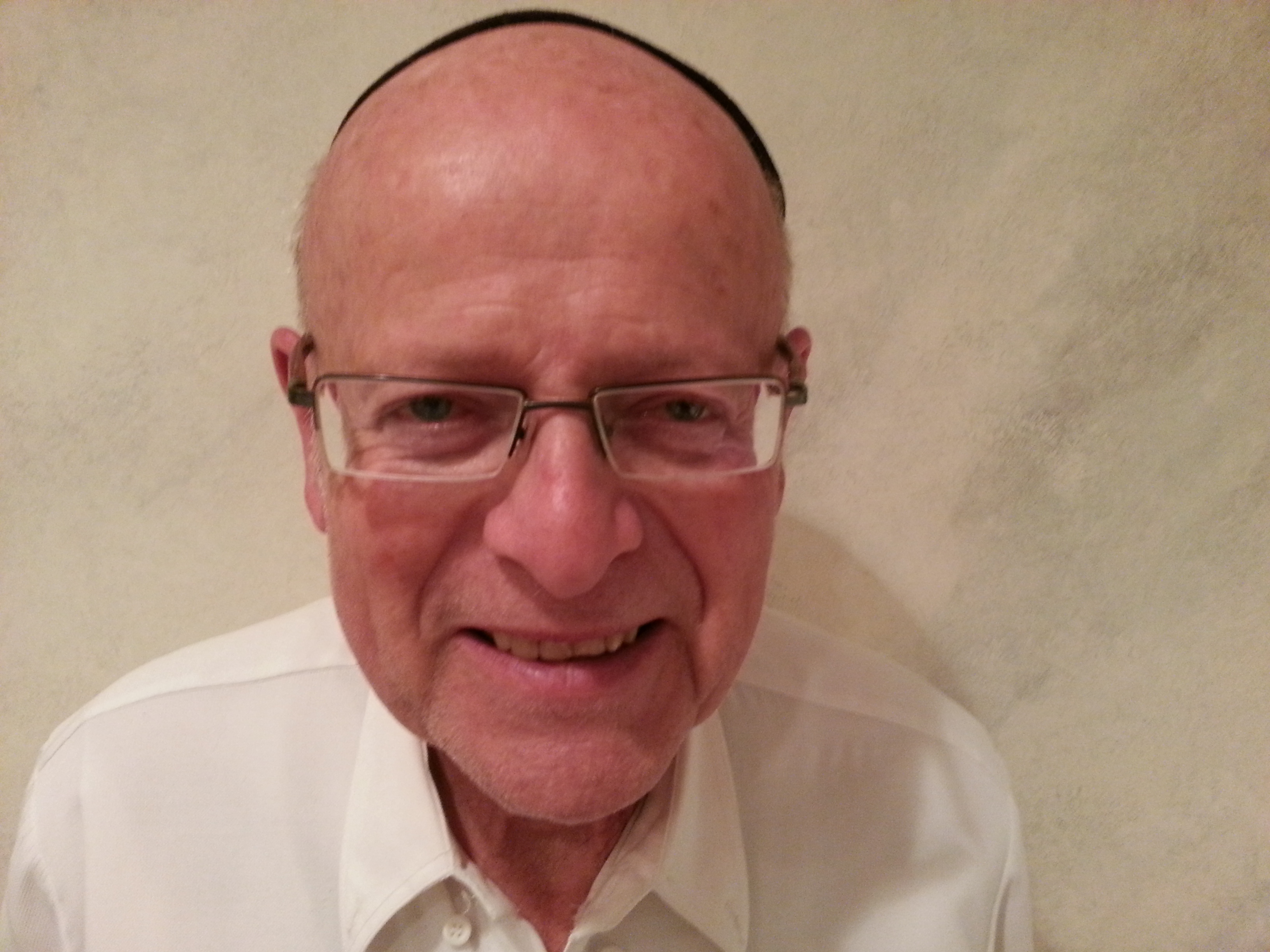
Nathan Aviezer, 29 november 2014.

Nathan Aviezer (hebreiska: נתן אביעזר), född 1938 i Schweiz, är en amerikansk-israelisk fysiker som skriver om Torah och vetenskap, i synnerhet evolution och kosmologi, ur ett ortodoxt judiskt perspektiv. Han är professor i fysik och tidigare ordförande i fysikavdelningen vid Bar-Ilan University.

## Biografi
Aviezer föddes i Schweiz och är uppvuxen i USA. Han tog doktorsexamen i fysik från University of Chicago och erhöll sedan en forskartjänst vid University of Illinois at Urbana-Champaign i John Bardeens forskargrupp, den enda personen någonsin som har tilldelats två Nobelpris i fysik. Han blev sedan inbjuden att gå med i forskargruppen vid IBM Watson Research Center ledd av professor Leo Esaki, som också var Nobelpristagare. År 1967 gjorde Aviezer och hans fru Dvora aliyah till Israel. Han är författare till 140 vetenskapliga artiklar om fasta tillståndets fysik. Som ett erkännande av hans viktiga forskningsbidrag, blev han vald som hedersmedlem av American Physical Society (1984).
Förutom sin vetenskapliga forskning har Aviezer haft ett långvarigt engagemang inom Torah och vetenskap, och han har skrivit tre böcker om ämnet: In the Beginning (översatt till nio språk), Fossils and Faith (översatt till fyra språk) och Modern Science and Ancient Faith (nyligen publicerad). Aviezer har under flera decennier fått inbjudan till föreläsning om ämnet Torah och vetenskap över hela världen. Aviezer ger också en kurs i samma ämne vid Bar-Ilan University. År 1999 tilldelades hans kurs det prestigefyllda Templeton-priset. Aviezer har sedan dess fortsatt att ge föreläsningar om Torah och vetenskap i hela Israel såväl som utomlands.